# Connor y Owen Fielding
Owen y Connor Fielding son actores gemelos idénticos que son más conocidos por interpretar conjuntamente el papel de Manny Heffley en las tres primeras películas de Diary of a Wimpy Kid . Ellos tuvieron que teñir su pelo para interpretar a Manny , ya que tenían el pelo rubio.

## Filmografía
- Diary of a Wimpy Kid (2010) - Ambos
- Diary of a Wimpy Kid 2: Rodrick Rules (2011) - Ambos
- Diary of a Wimpy Kid 3: Dog Days (2012) - Ambos
- Continuum (2013) - Solo Owen
- Man with a Van and Some Boxes (2013) - Ambos
- Just Living (2014) - Solo Owen

- Datos: Q11978359